# كورت يندستروم
كورت يندستروم (بالسويدية: Curt Lindström)‏ هو مدرب هوكي جليد سويدي، ولد في 26 نوفمبر 1940 في أوبسالا في السويد.

## وصلات خارجية
- كورت يندستروم على موقع Eurohockey.com (الإنجليزية)
- كورت يندستروم على موقع HockeyDB.com (الإنجليزية)
- كورت يندستروم على موقع أوليمبيديا (الإنجليزية)
- كورت يندستروم على موقع ميوزك برينز (الإنجليزية)
- كورت يندستروم على موقع ديسكوغز (الإنجليزية)